# حرب الاستقلال البنغلاديشية
حرب الاستقلال البنغلاديشية (بالبنغالية: বাংলাদেশের মুক্তিযুদ্ধ) كانت صراعًا مسلحًا دارت رحاها طوال قرابة تسعة أشهر، تصدَّت فيه باكستان الشرقية والهند ضد باكستان. واندلعت الحرب في 26 مارس 1971م بين دولة باكستان وباكستان الشرقية، وتدخلت الهند في 3 ديسمبر 1971م. ولقد انتهى الصراع المسلح في 16 ديسمبر 1971م وأسفر عن انفصال باكستان الشرقية التي أصبحت دولة مستقلة هي بنغلاديش.
اندلعت الحرب عندما قامت وحدات الجيش التابعة لدولة باكستان الغربية بشن عملية عسكرية تسمى عملية الضوء الكاشف (Operation Searchlight) في باكستان الشرقية موجهة ضد مدنيي بنغال وطلابها ومثقفيها والأفراد المسلحين عندما طالبوا نظام الحكم العسكري القائم في باكستان الشرقية باحترام نتائج أول انتخابات ديمقراطية سنة 1970م في باكستان والتي فاز فيها حزب باكستان الشرقية أو السماح بفصل شرق باكستان عن غربها. وتكون من العسكريين وشبه العسكريين والمدنيين البنغاليين موكتي باهيني («جيش التحرير») في 26 مارس 1971م، ردًا على عملية الضوء الكاشف واستخدموا أسلوب حرب العصابات لمحاربة جيش باكستان الغربية. قدمت الهند الدعم الاقتصادي والعسكري والدبلوماسي لمتمردي موكتي باهيني، مما دفع باكستان الغربية بإطلاق عملية خان الأصل المشترك، وهو هجوم وقائي شنته على الحدود الغربية للهند في الحرب الهندية الباكستانية سنة 1971م.

## خلفية تاريخية
دخل التجار الأوروبيون المنطقة متأخرًا في القرن الخامس عشر وزاد نفوذهم في البلد حتى تمكنت شركة شرق الهند البريطانية من السيطرة على البنغال بعد معركة «بلاسي» في عام.1757 نتج عن التمرد الدموي في عام 1857 والذي عُرف باسم تمرد سيبوي انتقال السلطة إلى الملك مع وجود نائب بريطاني يتولى القيام بمهام الإدارة. في أثناء الحكم الاستعماري، أرهقت المجاعات منطقة شبه القارة الهندية العديد من المرات والتي شملت أيضًا مجاعة البنغال الكبرى في عام 1943 والتي نتج عنها وفاة ثلاثة ملايين شخص. في الفترة ما بين عامي 1905 و1911 ، كانت هناك محاولة فاشلة لتقسيم إقليم البنغال إلى منطقتين وتكون داكا هي عاصمة المنطقة الشرقية للإقليم. عندما تم تقسيم الهند في عام 1947، تم تقسيم البنغال بناءً على أسس دينية؛ حيث انضم الجزء الغربي من الإقليم إلى الهند والجزء الشرقي انضم إلى باكستان تحت مسمى البنغال الشرقية (والتي سميت فيما بعد بباكستان الشرقية) وعاصمتها داكا. في عام 1950 ، اكتملت حركة إصلاح الأراضي في البنغال الشرقية عن طريق التخلص من النظام الإقطاعي الزامنداري. على الرغم من الثِقل الاقتصادي والسكاني للشرق، فإن الطبقات الارستقراطية الغربية كانت تسيطر على الحكومة والجيش الباكستاني. كانت حركة اللغة البنغالية في عام 1952 الإشارة الأولى للخلاف بين الجزء الشرقي والغربي في باكستان وكان هدف هذه الحركة هو جعل اللغة البنغالية هي اللغة الرسمية لباكستان. استمرت حالة الاستياء من الحكومة المركزية حول القضايا الثقافية والاقتصادية في الزيادة خلال العقد التالي، والتي ظهرت خلالها عصبة أواميليك وكانت بمثابة الصوت السياسي للشعب البنغالي. أثارت تلك العصبة الشعور العام من أجل حركة قومية بنغلاديشية تزعمها الشيخ مجيب الرحمن أدت إلى الاستقلال في عام 1960 وفي عام 1966 تم سجن رئيس العصبة «الشيخ مجيب الرحمن» وتم الإفراج عنه في عام 1969 بعد قيام ثورة شعبية غير مسبوقة. في عام 1970، هب إعصار شديد على ساحل شرق باكستان وكانت استجابة الحكومة ضعيفة جدًا تجاه هذه الأزمة. ازداد غضب الشعب البنغالي عندما تم إبعاد الشيخ مجيب الرحمن عن أي مناصب في الدولة وكانت قد فازت عصبة أواميليك التي يرأسها بأغلبية الأصوات في البرلمان في انتخابات عام.1970 بعد ترأسه لمباحثات تسوية مع مجيب الرحمن.

## حرب التحرير

### مارس-يونيو
في البداية، كانت المقاومة سلمية وغير منظمة، ولم يكن من المتوقع أن تطول. ومع ذلك، عندما استمر الجيش الباكستاني بمضايقة السكان، بدأت المقاومة بالتوسع. أصبحت موكتي باهيني نشطة بشكل أكبر. سعت القوات المسلحة الباكستانية إلى القضاء عليها، لكن ذلك لم يساهم إلا في أن أصبح عدد الجنود البنغاليين المنشقين والمنضمين لهذا «الجيش البنغلاديشي» يتضاعف بشكل كبير.
في 17 أبريل 1971، شُكلت حكومة مؤقتة في منطقة ميربور في غرب بنغلاديش المتاخمة للهند مع تعيين الشيخ مجيب الرحمن، الذي كان في السجن في باكستان، كرئيس لها، وسيد نذر الإسلام كرئيس بالنيابة، وتاج الدين أحمد كرئيس للوزراء، والجنرال محمد أتول غني عثماني بصفته القائد العام لقوات بنجلاديش. مع اشتداد القتال بين جيش الاحتلال وجيش موكتي باهيني البنغالي، لجأ ما يقدر بـ 10 ملايين بنغالي إلى ولايتي آسام والبنغال الغربية.

### يونيو – سبتمبر
شُكلت قيادة قوات بنغلاديش في 11 يوليو، مع العقيد محمد أتول غني عثماني كقائد عام للقوات (سي-إن-سي) العسكرية مع منصب وزير، والمقدم عبد رب كرئيس أركان (سي أو إس)، وقائد المجموعة عبد الكريم خندكر كنائب لرئيس الأركان (دي سي أو إس) والرائد إيه آر تشودري كمساعد لرئيس الأركان (إيه سي أو إس).
كان للجنرال عثماني اختلافات في الرأي مع القيادة الهندية فيما يتعلق بدور القوات موكتي باهيني في الصراع. تصورت القيادة الهندية في البداية أن القوات البنغالية ستتدرب على هيئة قوات حرب عصابات صغيرة من النخبة مكونة من 8,000 فرد، بقيادة جنود فوج شرق البنغال الناجين الذين يعملون في خلايا صغيرة حول بنغلاديش لتسهيل التدخل الهندي في نهاية المطاف، ولكن مع وجود حكومة بنغلاديش في المنفى فضل الجنرال عثماني إستراتيجية مختلفة:
- ستحتل القوات البنغالية التقليدية مناطق السكن داخل بنغلاديش ومن ثم ستطلب حكومة بنجلاديش اعترافًا وتدخلًا دبلوماسي دولي. في البداية اختيرت ميمينسينغ لهذه العملية، ولكن الجنرال عثماني استقر في وقت لاحق على سيلهيت.
- إرسال العدد الأقصى للمقاتلين داخل بنغلاديش في أسرع وقت ممكن مع الأهداف التالية:
  - زيادة الخسائر الباكستانية من خلال الغارات والكمائن.
  - تعطيل النشاط الاقتصادي من خلال ضرب محطات الطاقة وخطوط السكك الحديدية ومستودعات التخزين وشبكات الاتصالات.
  - تدمير حركية الجيش الباكستاني عن طريق تفجير الجسور / القنوات ومخازن الوقود والقطارات والزوارق النهرية.
  - كان الهدف الاستراتيجي هو جعل الباكستانيين ينشرون قواتهم داخل المقاطعة، بحيث يمكن شن هجمات على المفرزات الباكستانية المعزولة.

قُسمت بنجلاديش إلى أحد عشر قطاعًا في يوليو، لكل منها قائد اختير من الضباط المنشقين من الجيش الباكستاني الذين انضموا إلى قوات موكتي باهيني للقيام بعمليات حرب العصابات وتدريب المقاتلين. كانت معظم معسكرات تدريبهم تقع بالقرب من منطقة الحدود وعملت بمساعدة من الهند. وُضع القطاع العاشر مباشرة تحت قيادة القائد العام (سي-إن-سي) الجنرال محمد أتول غني عثماني وضم قوات المغاوير البحرية والقوات الخاصة للقائد العام. اُنشئت ثلاثة ألوية (11 كتيبة) للحرب التقليدية. دُربت قوة حرب عصابات كبيرة (تقدر بـ 100,000).
وُضعت ثلاثة ألوية (ثماني كتائب مشاة وثلاث بطاريات مدفعية) في المعارك بين يوليو وسبتمبر. خلال شهري يونيو ويوليو، أعادت قوات موكتي باهيني التجمع على طول الحدود بمساعدة هندية من خلال عملية جاكبوت وبدأت بإرسال 2000-5000 مقاتل عبر الحدود، فشل الهجوم الذي سُمي هجوم مونسون في تحقيق أهدافها، وذلك لأسباب مختلفة (نقص التدريب المناسب ونقص الإمداد وعدم وجود شبكة دعم مناسبة داخل بنغلاديش). هاجمت القوات النظامية البنغالية أيضًا مراكز مراقبة الحدود في ميمينسينغ وكوميلا وسيلهيت، لكن النتائج كانت متقاربة. خلصت السلطات الباكستانية إلى أنها نجحت في احتواء هجوم مونسون، الذي ثبت أنه ملاحظة شبه دقيقة.
عمليات العصابات، التي تراجعت خلال مرحلة التدريب، ارتفعت بعد أغسطس. هوجمت أهداف اقتصادية وعسكرية في دكا. كانت قصة النجاح الرئيسية هي عملية جاكبوت، إذ قامت قوات المغاوير البحرية بتلغيم وتفجير السفن الراسية في شيتاغونغ ومونغلا ونارايان غانج وتشاندبور في 15 أغسطس 1971.

### أكتوبر-ديسمبر
هاجمت القوات البنغلاديشية التقليدية المواقع الحدودية. كامالبور وبيلونيا ومعركة بويرا هي أمثلة قليلة على ذلك. سقط 90 من أصل 370 من مراكز المراقبة الحدودية تحت سيطرة القوات البنغالية. تكثفت هجمات حرب العصابات، وكذلك انتقام الباكستانيين والرازاكار من السكان المدنيين. وعُززت القوات الباكستانية بثماني كتائب من غرب باكستان. نجح مقاتلو الاستقلال البنغلاديشيون في الاستيلاء مؤقتًا على مهابط الطائرات في لالمونيرهات وشالوتيكار. استُخدم مدارج الطيران في المنطقتين للتزويد الجوي بالإمدادات والأسلحة من الهند. أرسلت باكستان خمس كتائب أخرى من غرب باكستان كتعزيزات.

## التدخل الهندي
«جميع الأشخاص غير المتحيزين الذين يقومون بمسح موضوعي للأحداث الكئيبة في بنغلاديش منذ 25 مارس قد اعترفوا بتمرد 75 مليون شخص، شعب اضطر إلى الاستنتاج بأنه لا حياتهم ولا حريتهم، ناهيك عن إمكانية السعي وراء السعادة، كانوا متاحين لهم».
أنديرا غاندي، رسالة إلى ريتشارد نيكسون، 15 ديسمبر 1971
خلصت رئيسة الوزراء الهندية أنديرا غاندي إلى أنه بدلًا من استقبال ملايين اللاجئين، ستكون الهند أفضل حالًا من الناحية الاقتصادية في خوض حرب ضد باكستان. في 28 أبريل 1971، طلبت الحكومة الهندية من الجنرال مانيكشو (رئيس لجنة رؤساء الأركان) «الذهاب إلى شرق باكستان». أضافت العلاقات العدائية في الماضي بين الهند وباكستان سببًا إلى قرار الهند التدخل في الحرب الأهلية الباكستانية. نتيجةً لذلك، قررت الحكومة الهندية دعم إنشاء دولة منفصلة للأشخاص من العرق البنغالي من خلال دعم موكتي باهيني. ساعد جناح البحث والتحليل الهندي (آر إيه دبليو) على تنظيم وتدريب وتسليح هؤلاء المتمردين. نتيجةً لذلك، نجحت قوات موكتي باهيني في مضايقة الجيش الباكستاني في شرق باكستان، ما خلق ظروفًا مواتية لتدخل عسكري هندي واسع النطاق في أوائل ديسمبر.
شنت القوات الجوية الباكستانية (بّي إيه إف) غارة استباقية على قواعد القوات الجوية الهندية في 3 ديسمبر 1971. خُطط للهجوم على غرار عملية موكد للقوات الجوية الإسرائيلية خلال حرب الأيام الستة، وكانت تهدف إلى تحييد طائرات القوات الجوية الهندية على الأرض. اعتبرت الهند الضربة بمثابة عمل عدواني غير مبرر صريح، والذي مثل البداية الرسمية للحرب الهندية الباكستانية. ردًا على الهجوم، اعترفت كل من الهند وباكستان رسميا «بوجود حالة حرب بين البلدين» على الرغم من أن أيًا من الحكومتين لم تصدرا رسميًا إعلانًا للحرب.
شاركت ثلاثة فيالق هندية في تحرير شرق باكستان. وقد دُعموا من قبل ما يقرب من ثلاثة ألوية من مقاتلي موكتي باهيني إلى جانبهم، والعديد من الذين كانوا يقاتلون بشكل غير منتظم. كان هذا تفوق كبير على الجيش الباكستاني الذي كان يتكون من ثلاث فرق. سرعان ما اجتاح الهنود البلاد، وانخرطوا في المعارك بصورة انتقائية وتجاوزوا المعاقل ذات الدفاع الشديد. لم تتمكن القوات الباكستانية من مواجهة الهجوم الهندي بصورة فعالة، إذ نُشرت في وحدات صغيرة حول الحدود لمواجهة هجمات العصابات التي قامت بها قوات موكتي باهيني. مع عدم قدرتها الدفاع عن دكا، استسلم الباكستانيون في 16 ديسمبر 1971.